# Challenger de Bolivia II 2024
El torneo Challenger Bolivia 2024, denominado por razones de patrocinio Dove Men+Care Challenger Bolivia 2 fue un torneo de tenis perteneció al ATP Challenger Tour 2024 en la categoría Challenger 50. Se trató de la 5ª edición; el torneo tuvo lugar en la ciudad de Santa Cruz de la Sierra (Bolivia), desde el 17 hasta el 23 de junio de 2024 sobre pista de tierra batida al aire libre.

## Jugadores participantes del cuadro de individuales
| Preclasificado | País                 | Jugador               | Rank1 | Posición en el torneo |
| 1              | Bandera de Argentina | Juan Manuel Cerúndolo | 181   | CAMPEÓN               |
| 2              | Bandera de Bolivia   | Murkel Dellien        | 214   | Segunda ronda         |
| 3              | Bandera de Argentina | Andrea Collarini      | 255   | Segunda ronda, retiro |
| 4              | Bandera de Líbano    | Hady Habib            | 259   | Semifinales           |
| 5              | Bandera de Ecuador   | Álvaro Guillén Meza   | 280   | FINAL                 |
| 6              | Bandera de Brasil    | Pedro Sakamoto        | 304   | Cuartos de final      |
| 7              | Bandera de Argentina | Renzo Olivo           | 305   | Segunda ronda         |
| 8              | Bandera de Argentina | Facundo Mena          | 307   | Semifinales           |

- 1 Se ha tomado en cuenta el ranking del 10 de junio de 2024.

### Otros participantes
Los siguientes jugadores recibieron una invitación (wild card), por lo tanto ingresan directamente al cuadro principal (WC):
- Agustín Eduardo Cuéllar
- Raúl García
- Emilio Gómez

Los siguientes jugadores ingresan al cuadro principal tras disputar el cuadro clasificatorio (Q):
- Leonardo Aboian
- Diego Augusto Barreto
- Dali Blanch
- Guido Iván Justo
- José Pereira
- Noah Schachter

## Campeones

### Individual Masculino
- Juan Manuel Cerúndolo derrotó en la final a  Álvaro Guillén Meza por 3–6, 6–1, 6–4

### Dobles Masculino
- Hady Habib /  Trey Hilderbrand derrotaron en la final a  Finn Reynolds /  Matías Soto por 3–6, 6–3, [10–7]